# Taking Care of Business
Taking Care of Business è un album di Oliver Nelson pubblicato dalla New Jazz Records nell'ottobre del 1960. Il disco fu registrato negli studi di Rudy Van Gelder il 22 marzo dello stesso anno a Englewood Cliffs nel New Jersey (Stati Uniti).

## Tracce
Lato A
1. Trane Whistle – 9:54 (Oliver Nelson)
2. Doxy – 6:56 (Sonny Rollins)
3. In Time – 5:30 (Oliver Nelson)

Durata totale: 22:20
Lato B
1. Lou's Good Dues – 6:16 (Oliver Nelson)
2. All the Way – 7:32 (Sammy Cahn, Jimmy Van Heusen)
3. Groove – 6:26 (Oliver Nelson)

Durata totale: 20:14

## Musicisti
- Oliver Nelson - sassofono tenore, sassofono alto
- Johnny ''Hammond'' Smith - organo
- Lem Winchester - vibrafono
- George Tucker - contrabbasso
- Roy Haynes - batteria